# Слэйви (народ)

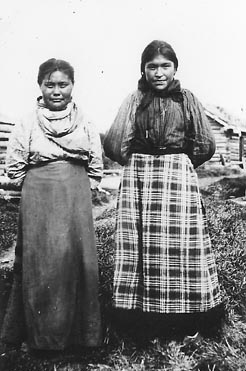
Девушки из племени слэйви, река Маккензи, Северо-западные территории

Слэйви, слейви (англ. Slavey, также Slave, самоназвание Dene, дене) — индейский народ в Канаде. Это название племени является переводом экзонима «awokanak» (означающего «раб», «невольник»), которое им дали индейцы кри, потому что иногда нападали на своих менее воинственных северных соседей и уводили в рабство. В английском языке с XX века распространилось изменённое написание Slavey, чтобы дистанцироваться от первоначальных ассоциаций. Некоторые топонимы образовались из-за проживания рядом этого племени и были переведены на многие языки по той этимологии: Большое Невольничье озеро, Малое Невольничье озеро, реки Невольничья и Малая Невольничья.
Издавна проживают в районе Большого Невольничьего озера на Северо-западных территориях Канады, частично также на северо-востоке Британской Колумбии и на северо-западе Альберты. Говорят на языке слэйви.